# Sebnitzer Wald und Kaiserberg
Sebnitzer Wald und Kaiserberg (česky Sebnitzský les a Císařský vrch) je evropsky významná lokalita vyhlášená v červnu 2002 v rámci soustavy Natura 2000. Rozkládá se na území velkého okresního města Sebnitz ve východní části zemského okresu Saské Švýcarsko-Východní Krušné hory v Sasku.

## Přírodní poměry
Území zaujímá část Sebnitzského lesa a rozkládá se na svazích Tanečnice, Kaiserbergu a Buchbergu. Z geomorfologického hlediska se lokalita nachází v německé části Šluknovské pahorkatiny (německy Lausitzer Bergland). Geologické podloží tvoří granodiorit s žílami doleritu. Nejrozšířenějším stanovištěm podle soustavy Natura 2000 jsou acidofilní bučiny (bučiny asociace Luzulo-Fagetum). V lokalitě se vyskytují čtyři chráněné druhy savců, a to rys ostrovid (Lynx lynx), netopýr velký (Myotis myotis), netopýr černý (Barbastella barbastellus) a netopýr velkouchý (Myotis bechsteinii). Na území lokality se nacházejí dvě přírodní rezervace Gimpelfang a Heilige Hallen. Na severu navazuje další evropsky významná lokalita Lachsbach- und Sebnitztal.
| Kód  | Stanoviště                                                                                    | Plocha (ha) |
| ---- | --------------------------------------------------------------------------------------------- | ----------- |
| 3260 | Nížinné až horské vodní toky s vegetací svazů Ranunculion fluitantis a Callitricho-Batrachion | 0,14        |
| 6510 | Extenzivní sečené louky nížin až podhůří                                                      | 3,11        |
| 9110 | Bučiny asociace Luzulo-Fagetum                                                                | 40,5        |
| 9130 | Bučiny asociace Asperulo-Fagetum                                                              | 0,87        |
| 9160 | Subatlantské a středoevropské doubravy a dubohabrové lesy                                     | 3,88        |
| 9170 | Dubohabřiny asociace Galio-Carpinetum                                                         | 8,64        |
| 91E0 | Údolní jasanovo-olšový luh                                                                    | 1,23        |